# Carmen Amaya
Carmen Amaya (Barcelona, 2. studenoga 1913. – Bagur, Gerona, 19. studenoga 1963.) bila je flamenco plesačica i pjevačica, romskog podrijetla, rođena u Somorrostru, siromašnom predgrađu Barcelone.
Nazivana je  "najvećom romskom plesačicom svoje generacije". i "najneobičnijom osobom svih vremena flamenco plesa".
Počinje plesati u dobi od 5 godina. Otac ju je pratio na gitari dok je plesala po barcelonskim barovima. Mladić koji je vidio njen ples, Sabicas, (Agustín Castellón Campos), kasnije je rekao:  "Vidio sam je kako pleše i to mi se činilo vrhnaravno. Nikada nisam vidio da je netko tako plesao. Ne znam kako je to radila, jednostavno ne znam!" Sabicas je kasnije postao poznati flamenco gitarist i pratio je Carmen na gitari puno godina. Snimio je Queen of the Gypsies (1959.) i Flamenco! zajedno s Amayom.
1929., debitirala je u Parizu, gdje se ubrzo dive njenim plesačkim vještinama. Seli u SAD 1936., gdje glumi u nekoliko filmova koji su bili vrlo popularni, uključujući i španjolsku verziju Romea i Julije, Los Tarantos, te kratki film Danzas Gitanas (Romski plesovi).
Franklin Roosevelt je poziva da pleše u Bijeloj kući 1944., kao i Harry S. Truman 1953.
Amaya je sahranjena na groblju Cementiri del Sud-Oest u Barceloni a preminula je od bolesti bubrega u 51. godini života.

## Vanjske poveznice
- Carmen Amaya - Životopis
- Opis Carmen Amaya na stranici njene unuke.
- Kraljica Roma, Portret Carmen Amaya. VIDEO isječci iz dokumentarnog filma  Arhivirana inačica izvorne stranice od 1. veljače 2011. (Wayback Machine)